# Paris-Roubaix 1936
La 37e édition de la course cycliste Paris-Roubaix a eu lieu le 12 avril 1936 et a été remportée par le Français Georges Speicher alors qu'il semblerait qu'il ait été battu au sprint par Romain Maes.
La course est disputée sous la pluie, offrant des conditions difficiles. N'étant pas un bon sprinteur, Gaston Rebry, déjà triple vainqueur de Paris-Roubaix, attaque fréquemment au sein d'un groupe de 13 coureurs échappés. Après de nombreuses attaques, il ne reste qu'un groupe de trois hommes en tête, composé de Rebry, de Romain Maes, de Georges Speicher qui est considéré comme le meilleur sprinteur des trois. Sur l'hippodrome de Marcq-en-Barœul, Maes franchit la ligne d'arrivée en premier, mais les commissaires déclarent à tort Speicher vainqueur.

## Classement final
|    | Cycliste         | Équipe        | Temps           |
| -- | ---------------- | ------------- | --------------- |
| 1  | Georges Speicher | Alcyon-Dunlop | 7 h 17 min 57 s |
| 2  | Romain Maes      | Alcyon-Dunlop | m.t.            |
| 3  | Gaston Rebry     | Alcyon-Dunlop | m.t.            |
| 4  | Romain Gijssels  | Dilecta       | + 1 min 30 s    |
| 5  | Jules Rossi      | Alcyon-Dunlop | + 1 min 30 s    |
| 6  | Jean Wauters     | Helyett       | + 1 min 30 s    |
| 7  | Frans Bonduel    | Dilecta       | + 3 min 01 s    |
| 8  | Emiel Vandepitte | Dilecta       | + 3 min 01 s    |
| 9  | Sylvain Grysolle | Dilecta       | + 6 min 34 s    |
| 10 | Léon Level       | Helyett       | + 6 min 34 s    |